# Film ethnographique
Un film ethnographique est un type de documentaire qui aborde des thèmes (traits culturels, coutumes locales) et met en œuvre des méthodes et problématiques relatives à l'ethnologie, l’étude de groupes en société : l’étude de l’Homme, de la même personne que l’anthropologie observe dans son intégrité. L’anthropologie visuelle est une pratique et une discipline qui s’applique en particulier en ethnologie.
Le terme peut aussi bien s’appliquer à des films de fiction ayant un fort contenu ethnographique. Le néologisme « ethnocinéma » a un sens identique.

## Origines
Le cinéma ethnographique, dont les origines remontent à Robert Flaherty, se développe à partir des années 1960, grâce à l’apparition de caméras légères de format 16 mm, synchronisées avec des magnétophones portables. Il recourt aux techniques du cinéma direct.
Les ethnologues français Marcel Griaule, Germaine Dieterlen et Jean Rouch ont largement contribué pour que la caméra soit un outil important dans la recherche en anthropologie. Rouch, de veine anarchiste, transgresse le principe qui dit que, dans la recherche, la caméra doit se distancer le plus possible de l’événement filmé. Il la fait y participer, intervient directement comme acteur dans l’événement en étude, devient un des pionniers de la docufiction.
Aux États-Unis, l'anthropologue américain Tim Asch a réalisé de nombreux films ethnographiques entre les années 1960 et 1990.